# إيرينا ستيلماخ
إيرينا ستيلماخ (بالأوكرانية: Стельмах Ірина Володимирівна) مواليد 18 أغسطس 1993 في تيرنوبل أوبلاست، أوكرانيا، هي لاعبة كرة يد أوكرانية تلعب كظهير أيسر. مثلت منتخب أوكرانيا لكرة اليد للسيدات.

## سجل المنافسة
شاركت في البطولات التالية:
- بطولة أوروبا لكرة اليد للسيدات 2012